# Mautern in Steiermark
Mautern in Steiermark é um município da Áustria, situado no distrito de Leoben, na estado da Estíria. Tem 108,79 km² de área e sua população em 2019 foi estimada em 1.755 habitantes.